# Fin-de-Siècle Museum
Het Fin-de-Siècle Museum (Frans: Musée Fin-de-Siècle) is een museum voor beeldende kunst in Brussel.

## Toelichting
Het museum is een afdeling van de Koninklijke Musea voor Schone Kunsten van België en is ondergebracht in een gedeelte van de zalen van het voormalig Museum voor Moderne Kunst, aan de Regentschapsstraat.
Samen met het Modern Museum groepeert het museum de kunstwerken uit de late 19e en vroege 20e eeuw, het zogenoemde fin de siècle, met voornamelijk kunstuitingen met een avant-gardistisch karakter. Schilderkunst, beeldhouwkunst en grafiek enerzijds, maar ook toegepaste kunsten, literatuur, fotografie, film en muziek. De presentatie wordt aangevuld met bruiklenen. Het betreft voornamelijk kunst van Belgische kunstenaars, maar ook kunstwerken van buitenlandse meesters die in de context passen zijn in de presentatie verwerkt. Kunstwerken van kunstenaars die lid waren van de grote vooruitstrevende Belgische kunstenaarsbewegingen van die tijd zijn prominent aanwezig: Société Libre des Beaux-Arts, Les XX, La Libre Esthétique. De collectie van het museum geeft uitdrukking aan de opvatting van de moderniteit zoals die naar buiten werd gebracht in het tijdschrift L'Art moderne en de organisatie van de salons van Les XX (1838-1894) en van La Libre Esthétique (1894-1914) in de zalen van het Koninklijk Museum voor Schone Kunsten te Brussel zelf. Niet het impressionisme was daarbij maatgevend, maar het symbolisme, het wagnerisme en het vernieuwende levensgevoel van de art nouveau.
De kunstwerken zijn rond vier grote thema's geordend:
- Met andere ogen. Ontdekking van de materie
- Betovering van het licht. Uitbarsting van kleur
- Een allesomvattende kunst. Nieuwe uitdrukkingswijzen
- Op weg naar de moderniteit. Lijnen en vormen

Men koos ook voor een gelijktijdige opstelling van de zogenoemde Schone Kunsten en toegepaste kunst met de art-nouveau-artefacten. Dit was mogelijk dankzij de schenking van de Collectie Gillion-Crowet.